# Andrius Pojavis
Andrius Pojavis (* 25. listopadu 1983 Jurbarkas) je litevský zpěvák-skladatel. Reprezentoval Litvu na Eurovision Song Contest 2013 v Malmö.

## Kariéra a život
Začal zpívat už v mládí a během studia na vysoké škole hrál ve skupině nazvané No Hero. Po absolvování vysoké školy se přestěhoval do Vilnia, kde studoval historii na litevské univerzitě pedagogických věd a hrál v řadě skupin, včetně skupiny Hetero se kterou vyhrál soutěž EuroRock (2006).
Později se přestěhoval do Irska, kde žil 1 rok a začal si psát sólový materiál. V roce 2012 začal nahrávat své debutové album ve studiu Massive Arts v italském Miláně. První singl „Traukiniai“ byl více než po roce umístěn v nejlepší dvacítce Lithuanian Singles Chart a jeho videoklip běžel ve vysílání televize. Po tomto vydal své debutové album Aštuoni pro komerční i kritický ohlas v Litvě.

## Eurovision Song Contest
Reprezentoval Litvu na Eurovision Song Contest 2013 s písní „Something“. V prvním semifinále, které se konalo 14. května, získal 53 bodů a umístil se devátý. Ve finále se umístil na 22. pozici se ziskem 17 bodů. Během tiskové konference konané po prvním semifinále uvedl, že by se chtěl umístit na 8. pozici jako odkaz k jeho albu, které nazval Aštuoni (Osm).
V roce 2024 se zúčastnil litevského národního kola Eurovizija.LT, ze kterého vzešel reprezentant země pro Eurovision Song Contest 2024, s písní „Sing Me a Hug“. Ve druhém semifinále se umístil jako poslední a do finále nepostoupil.

## Osobní život
Byl hráčem házené a mezinárodní rozhodčí EHF. Žije ve Valencii se svou ženou a dvěma dcerami.

## Diskografie

### Alba
- 2012: Aštuoni

### Singly
- 2012: „Traukiniai“
- 2013: „Something“